# Genoma de la leucemia linfática crónica

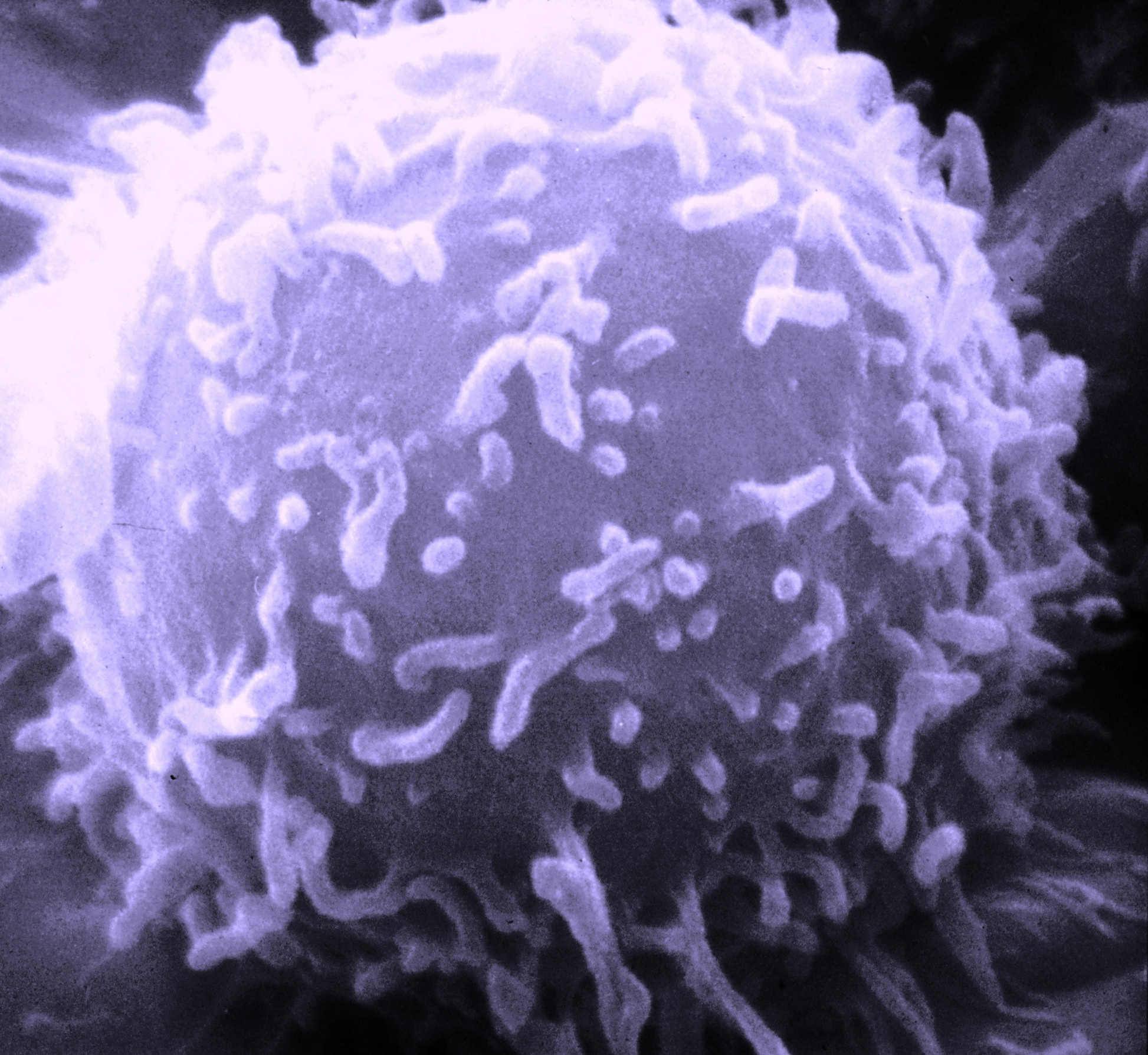
Un linfocito sano visto mediante microscopio electrónico de barrido. En la leucemia linfática crónica los linfocitos dejan de cumplir su función inmunitaria.

El genoma de la leucemia linfática crónica, de manera completa en 4 pacientes, fue secuenciado por primera vez en el año 2010 y publicado en la revista Nature el 5 de mayo de 2011. La secuenciación del genoma completo de la leucemia linfática crónica permite conocer los genes mutados -en relación con los genes normales de células no modificadas que afectan a los distintos enfermos-, y establecer cuales son comunes o frecuentes lo que permitirá diseñar tratamientos específicos para cada paciente.
La secuenciación del genoma de la LLC ha sido llevada a cabo por el Proyecto español para la secuenciación del genoma de la LLC -con la participación de más de 60 investigadores de diversas instituciones investigadoras y sanitarias- dirigidos por Elías Campo y Carlos López Otín dentro del Proyecto Internacional del Genoma del Cáncer (International Cancer Genome Consortium).
En 2018 el estudio publicado en Nature Medicine: The reference epigenome and regulatory chromatin landscape of chronic lymphocytic leukemia  (El epigenoma de referencia y el panorama de la cromatina reguladora de la leucemia linfocítica crónica)  descifra cómo funciona el genoma de la leucemia, explica las alteraciones en el funcionamiento normal del ADN en la leucemia linfática crónica. Estas alteraciones en el epigenoma, unas 500, permiten entender los mecanismos moleculares y facilitar dianas para posibles tratamientos.

## Proyecto Internacional de Genoma del Cáncer - ICGC
El Consorcio Internacional del Genoma del Cáncer (ICGC) es el encargado de organizar y coordinar un gran número de proyectos de investigación que tienen el objetivo común de esclarecer exhaustivamente los cambios genéticos presentes en muchos de los cánceres que afectan a personas en todo el mundo.
El objetivo principal es generar bases de datos globales de carácter público y abierto accesibles a investigadores, médicos y otros especialistas sobre las anomalías genómicas (mutaciones somáticas, expresión anormal de genes, modificaciones epigenéticas) en los tumores de 50 tipos diferentes de cáncer o subtipos de cáncer que son de gran importancia clínica y social en todo el mundo. Los datos se pondrán a disposición de toda la comunidad investigadora con la mayor rapidez posible, y con restricciones mínimas, para acelerar la investigación sobre las causas y el control del cáncer. El ICGC pretende facilitar la comunicación entre los miembros y proporciona un espacio para la coordinación con el objetivo de maximizar la eficiencia entre los científicos que trabajan para entender, tratar y prevenir estas enfermedades.

### Proyecto genoma de la LLC (2009 - 2012)

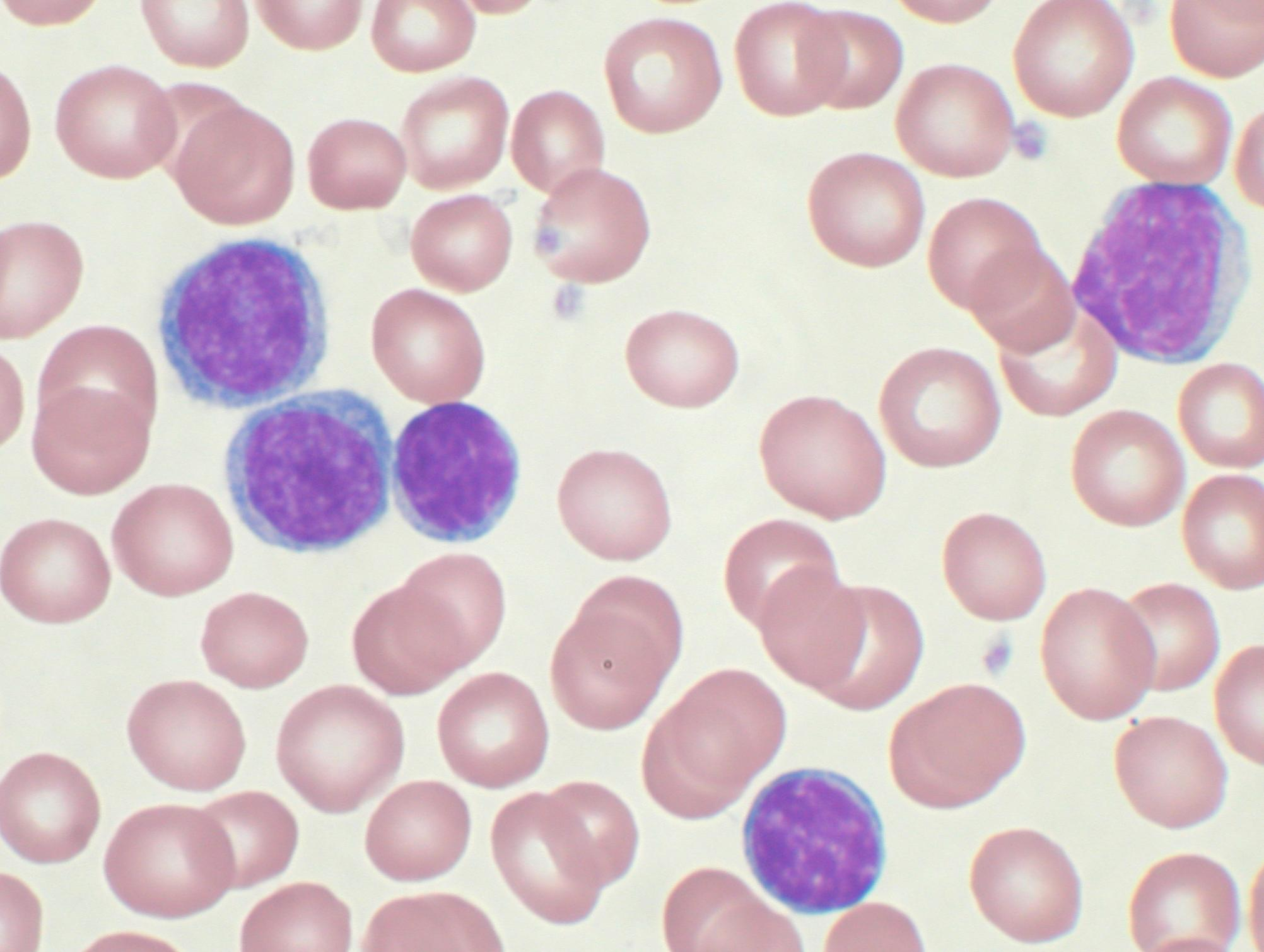
Frote sanguíneo mostrando linfocitos (morados) en una LLC.

Dentro del proyecto mundial para la secuenciación del genoma del cáncer gestionado por el Consorcio Internacional del Genoma del Cáncer (ICGC) España es la encargada de la secuencia genómica de la leucemia linfática crónica a través del Proyecto genoma Leucemia linfática crónica - España. El objetivo es secuenciar el genoma en numerosos pacientes y poder establecer las homogeneidades, las variabilidades y, en su caso, un diagnóstico más personalizado y eficaz. El 15 de abril de 2010 fueron publicados en Nature los avances de los primeros resultados de los primeros 5 genomas completos de pacientes con LLC.

#### Organismos participantes
El organismo director y financiero es el Instituto de Salud Carlos III (organismo público dependiente del Ministerio de Ciencia e Innovación de España). La dirección científica del proyecto corre a cargo del Dr. Elías Campo y del Dr. Carlos López Otín. Dos de las instituciones que participan y que tienen más tradición y reconocimiento en LLC son el Hospital Clínico y Provincial de Barcelona y el Hospital clínico de Salamanca. También participan la Universidad de Oviedo, el Centro de Regulación Genómica de Barcelona, el Instituto Catalán de Oncología, la Universidad de Deusto, el Centro Nacional de Investigaciones Oncológicas, el Banco Nacional de ADN y la Universidad de Barcelona, con el apoyo técnico para la investigación de la Red Temática en Investigación Cooperativa en Cáncer (RTICC).

## Publicación enNaturedel genoma de la LLC el 5 de junio de 2011
El 5 de junio de 2011 fue publicado en la revista Nature el artículo -remitido en diciembre de 2010- fruto del trabajo del equipo español responsable del genoma de la LLC y miembro del International Cancer Genome Consortium.

### Contenido de la publicación en Nature

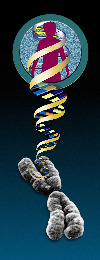
Icono del genoma humano

En el artículo Whole-genome sequencing identifies recurrent mutations in chronic lymphocytic leukaemia (Secuenciación completa del genoma de la leucemia linfática crónica con identificación de las mutaciones recurrentes) puede leerse:

La leucemia linfocítica crónica (LLC), la leucemia más frecuente en adultos en los países occidentales, es una enfermedad heterogénea con diagnóstico y evolución clínica variable. Se pueden distinguir dos subtipos moleculares principales, caracterizados, respectivamente, por un número alto o bajo de hipermutaciones somáticas en la región variable de los genes implicados en la inmunoglobulina. Los cambios moleculares que conducen a la patogénesis de la enfermedad son aún poco conocidos. La publicación presenta la realización de la secuenciación del genoma completo de cuatro casos de leucemia linfática crónica (LLC o CLL) así como la identificación de 46 mutaciones somáticas que pueden afectar la función del gen. Un análisis más detallado de estas mutaciones en 363 pacientes con LLC ha identificado cuatro genes que están mutados de manera recurrente: notch 1 (NOTCH1), exportina 1 (XPO1), diferenciación mieloide del gen de respuesta primaria 88 (MYD88) y Kelch-like 6 (KLHL6). Las mutaciones en MYD88 y KLHL6 predominan en los casos de LLC con los genes de inmunoglobulina mutado, mientras que las mutaciones NOTCH1 y XPO1 se detectaron principalmente en pacientes con inmunoglobulinas sin mutación. Los patrones de mutación somática, con el apoyo de los análisis funcionales y clínicos, indican claramente que las mutaciones recurrentes NOTCH1, MYD88 y XPO1 son cambios oncogénicos que contribuyen a la evolución clínica de la enfermedad. Hasta donde sabemos, este es el primer análisis exhaustivo de la LLC que combina la secuenciación del genoma completo de características clínicas y los resultados clínicos. Es destacable la utilidad de este enfoque para la identificación de mutaciones clínicamente relevantes en el cáncer.

### Autores
| - Xose S. Puente - IUO - Universidad de Oviedo - Magda Pinyol - IDIBAPS - Víctor Quesada - Instituto Universitario de Oncología (IUO)-Universidad de Oviedo - Laura Conde - IDIBAPS - Gonzalo R. Ordóñez - IUO-Universidad de Oviedo - Neus Villamor - IDIBAPS - Georgia Escaramis - CRG - U. Pompeu Fabra - Pedro Jares - Hospital Clínico - UB - IDIBAPS - Sílvia Beà - Hospital Clínico - UB - IDIBAPS - Marcos González-Díaz - HCS-CIC-IBMCC - Universidad de Salamanca-CSIC - Laia Bassaganyas - CRG - Universidad Pompeu Fabra - Tycho Baumann - Hospital Clínico - UB - IDIBAPS - Manel Juan - Hospital Clínico - IDIBAPS - Mónica López-Guerra - Hospital Clínico - UB - IDIBAPS - Dolors Colomer - Hospital Clínico - UB - IDIBAPS - José M. C. Tubío - CRG - Universidad Pompeu Fabra - Cristina López - Hospital Clínico - UB - IDIBAPS - Alba Navarro - Hospital Clínico - UB - IDIBAPS - Cristian Tornador - CRG - Universidad Pompeu Fabra - Marta Aymerich - Hospital Clínico - UB - IDIBAPS - María Rozman - Hospital Clínico - UB - IDIBAPS - Jesús M. Hernández - HCS-CIC-IBMCC - USAL-CSIC | - Diana A. Puente - IUO - Universidad de Oviedo - José M. P. Freije - IUO - Universidad de Oviedo - Gloria Velasco - IUO - Universidad de Oviedo - Ana Gutiérrez-Fernández - IUO - Universidad de Oviedo - Dolors Costa - Hospital Clínico - UB - IDIBAPS - Anna Carrió - Hospital Clínico - UB - IDIBAPS - Sara Guijarro - Hospital Clínico - UB - IDIBAPS - Anna Enjuanes - Hospital Clínico - UB - IDIBAPS - Lluis Hernández - Hospital Clínico - UB - IDIBAPS - Jordi Yagüe - Hospital Clínico - IDIBAPS - Pilar Nicolás - Universidad del País Vasco - Carlos Romeo Casabona - Universidad del País Vasco - Heinz Himmelbauer - CRG - Universidad Pompeu Fabra - Ester Castillo - CRG - Universidad Pompeu Fabra - Juliane C. Dohm - CRG - Universidad Pompeu Fabra - Silvia de Sanjosé - Institut Català de Oncología-IDIBELL - Miguel A. Piris - CNIO - Enrique de Álava - HCS - CIC - IBMCC - USAL - CSIC - Jesús San Miguel - HCS - CIC - IBMCC - USAL - CSIC - Romina Royo - IRB-BSC, INB - UB - Josep L. Gelpí - IRB-BSC, INB - UB | - David Torrents - IRB-BSC, INB - UB - Modesto Orozco - IRB-BSC, INB - UB - David G. Pisano - CNIO - Alfonso Valencia - CNIO - Roderic Guigó - CRG - UPF - Mónica Bayés - CNAG (UB) - Simon Heath - CNAG (UB) - Marta Gut - CNAG (UB) - Peter Klatt - Centro Nacional de Biotecnología - Consejo Superior de Investigaciones Científicas - John Marshall - The Sanger Centre - Keiran Raine - The Sanger Centre - Lucy A. Stebbings - The Sanger Centre - P. Andrew Futreal - The Sanger Centre - Michael R. Stratton - The Sanger Centre - Peter J. Campbell - The Sanger Centre - Ivo Gut - Centro Nacional de Análisis Genómico - Armando López-Guillermo - Hospital Clínico - UB - IDIBAPS - Xavier Estivill - CRG-UPF - Emili Montserrat - Hospital Clínico - UB - IDIBAPS - Carlos López-Otín - Instituto Universitario de Oncología, Universidad de Oviedo - Elías Campo- Hospital Clínico - UB - IDIBAPS |

### Instituciones
Instituciones españolas
- Ministerio de Ciencia e Innovación de España[13]
- Instituto de Salud Carlos III
- Instituto Universitario de Oncología Principado de Asturias - IUOPA- Universidad de Oviedo
- IDIBAPS - Institut D'investigacions Biomèdiques August Pi y Sunyer - Barcelona, España - IDIBAPS[20]
- Centro de Regulación Genómica - CRG-UPF - Universidad Pompeu Fabra
- Centro de Investigación del Cáncer- CIC IBMCC  - Hospital Universitario de Salamanca - Universidad de Salamanca-CSIC
- Instituto de Investigación Biomédica - IRB - Barcelona Supercomputing Center (BSC) o Centro Nacional de Supercomputación (CNS),
- Instituto Nacional de Bioinformática - INB Universidad de Barcelona
- Centro Nacional de Biotecnología - CNB-CSIC - Consejo Superior de Investigaciones Científicas - España - CNB-CSIC
- Centro Nacional de Análisis Genómico - CNAG - Universidad de Barcelona -CNAG -UB- CNAG[21][22]
- Centro Nacional de Investigaciones Oncológicas - CNIO, España - CNIO[23]
- Instituto de Investigación Biomédica de Bellvitge - IDIBELL

Instituciones británicas
- Wellcome Trust Sanger Institute - Reino Unido - Sanger Institute, Genome Projects

## Epigenoma de la Leucemia Linfática crónica - Idibaps 2018
En 2018 el estudio dirigido por Elias Campo y realizado en el IDIBAPS (Instituto de Investigaciones Biomédicas August Pi i Suñer) publicado en 'Nature Medicine', The reference epigenome and regulatory chromatin landscape of chronic lymphocytic leukemia con descifra cómo funciona el genoma de la leucemia, explica las alteraciones en el funcionamiento normal del ADN en la leucemia linfática crónica. Estas alteraciones en el epigenoma, unas 500, permiten entender los mecanismos moleculares y facilitar dianas para posibles reversiones.
Según el investigador Martín-Subero los cambios epigenéticos pueden revertirse por lo que podrían modificarse los cambios provocados por la enfermedad. Aunque se desconocen los desencadenantes ambientales, si se desarrollan, se pueden usar fármacos para eliminar directamente las marcas epigenéticas que provoca la leucemia linfática crónica. Estas técnicas son muy incipientes por lo que se tardará en hallar los medicamentos adecuados. En 2017 se detectó un la forma de inhibir una proterína llamada NFAT que paraba el crecimiento celular en células afectadas por leucemia, pero era todavía un estudio de laboratorio.

## Estratificación de pacientes con Leucemia Linfocítica Crónica (LCC) por WGS - 2022
En 2022 el estudio dirigido por  Robbe Pauline publicado en 'Nature Genetics', Whole-genome sequencing of chronic lymphocytic leukemia identifies subgroups with distinct biological and clinical features, realizan el mayor y más completo análisis genómico de LCC utilizando muestras de pacientes enrolados en ensayos clínicos dentro del Proyecto Genomas 100 000 de UK, el estudio analiza las diversas mutaciones o variantes estructurales y su asociación en clínica, para así poder clasificar individualmente a pacientes dentro de grupos y determinar su pronóstico. Alrededor de 186 mutaciones tanto codificantes como no codificantes, estaban asociadas frente al grado de afectación de la enfermedad, su evolución a lo largo de esta (Síndrome de Richter), así como el tiempo de recidiva de LCC, la tasa de supervivencia libre (SLP) y la tasa de supervivencia global (SG). 
El utilizar la técnica de secuenciación del genoma completo (WGS) en una cohorte de pacientes en ensayos clínicos, permite reducir la heterogeneidad y determinar asociaciones con base en la transformación y relapso de la enfermedad. Por otro lado, esta técnica hace posible determinar potenciales dianas terapéuticas como: NOTCH, DTX1, NFKBIZ, NTRK2 y BACH2, TP53 implicadas en rutas de señalización de regulación de la muerte celular, desarrollo de linfocitos B y otros que han sido reportados como candidatos como supresores de tumores en cánceres hematopoyéticos como SMCHD1 o indispensables en la diferenciación de las células B inmaduras, desregulada en desórdenes inmunodeficientes como IRF2B2.
Uno de los principales marcadores de pronóstico utilizados en CLL es la región variable de la cadena pesada de la inmunoglobulina (IGHV), el estado mutacional o no de esta junto al resto de las características genómicas globales  asociadas a la enfermedad permitió a los autores clasificar a los pacientes en 5 grupos diferentes: 3 para no mutada (u-IGHV) y 2 para mutada (m-IGHV) con características únicas.
| u-IGHV                                                                              | u-IGHV | u-IGHV | m-IGHV                                                      | m-IGHV                                                     |
| u-GS1                                                                               | u-GS2 | u-GS3 | m-GS1                                                       | m-GS2                                                      |
| ----------------------------------------------------------------------------------- | --- | --- | ----------------------------------------------------------- | ---------------------------------------------------------- |
| -mutaciones en TP53, MAPK, PI3K y apoptosis -reducción de telómeros -no daño al ADN | -alteraciones en rutas ATM/BIRC3/del11q22.2-22.3 -mutaciones en rutas de respuesta en daño al ADN -sin mutaciones en TP53 -Predominante para hombres | -mutaciones en genes codificantes, intrones y UTRs, trisomía 12 -mutaciones en NOTCH1 -Predominante para adultos mayores | -similar a u-GS1 y u-GS2 -Predominante para adultos mayores | -mutaciones en potenciadores, UTRs, promotores. -del13q4.2 |

-Los grupos u-GS2 y u-GS3 estaban relacionadas además con un SLP similar después de recibir quimioinmunoterapia.
-El grupo m-GS1 tenía un menor SLP que u-GS2/u-GS3, mientras que el grupo m-GS2 tenía un buen SLP.
El sistema de clasificación basado en WGS y las mutaciones encontradas en genes codificantes o no codificantes asociadas a CLL, no podrían considerarse como un sistema de clasificación reconocible sin una previa validación experimental de estos, así como no podría descartarse que tal vez son meros mensajeros dentro de la enfermedad y no en sí causantes de esta. Por ejemplo, IGHV no ocasiona la enfermedad pero permite determinar el pronóstico clínico del paciente. 